# Honschaft Ketzberg
Die Honschaft Ketzberg, auch Honschaft Berg oder inoffiziell Galgenhonschaft genannt, war im Mittelalter und der Neuzeit eine Honschaft im Kirchspiel und Gerichtsbezirk Wald innerhalb des bergischen Amts Solingen. Sie umfasste das heutige Solinger Stadtgebiet zwischen den Stadtteilen Gräfrath und Mitte.
Die Honschaft bestand bereits um das Jahr 1220, als Graf  Engelbert von Berg seine Grafschaft Berg in Gerichtsbezirke aufteilte. Die Honschaft Ketzberg war bereits zu dieser Zeit eine von acht Honschaften des Kirchspiels Wald, das zugleich ab dieser Zeit einen Gerichtsbezirk bildete.
Die Bezeichnung Galgenhonschaft entstammte dem Umstand, dass dort das Hochgericht des Amtes Solingen ansässig war. Die Richtstätte 'auf dem Galgenbüchel' befand sich auf einer kleinen Anhöhe nahe dem späteren Wohnplatz Scheiderirlen.
Nach Ende der französischen Besetzung zu Beginn des 19. Jahrhunderts und Auflösung des Großherzogtums Berg 1815 wurde die Honschaft Ketzberg – unter Beibehaltung der von den Franzosen durchgeführten kommunalen Neugliederung des Herzogtums – schließlich der Bürgermeisterei Gräfrath im Kreis Solingen des Regierungsbezirks Düsseldorf innerhalb der preußischen Rheinprovinz zugeordnet und war damit bis in das 19. Jahrhundert eine der untersten bergischen Verwaltungseinheiten. Dabei wurden in Randbereichen 1807 Umgliederungen vorgenommen. So kamen die Wohnplätze Am Adamshäusgen und Am Schlagbaum zur Honschaft Scheid der Bürgermeisterei Wald.
1815/16 lebten 1490 Einwohner in der Honschaft.
Laut der Statistik und Topographie des Regierungsbezirks Düsseldorf gehörten zu der Honschaft 1832 folgende Ortschaften und Wohnplätze (originale Schreibweise): Altenfeld, Aue, Busch, Am Wupperflusse, Dahl, Schtumpf, Ehren, (Oben) Flachsberg, (Unten) Flachsberg, Flockertsholz, Foche, Heide, Ketzberg, Külf, Neuenhaus, Neuenkulle, Nümmen, Oben zum Holz, Paashaus, Rauenhaus, Rathland, Ringelshäusgen,  Schafenhaus, Schieten, Schlagbaum, Steinbeck, Steinsiepen, Stockdum (I. Stockdum, II. Stockdum, III. Stockdum), Unten zum Holz und Centralpunkt.
Zu dieser Zeit gab es sechs öffentliche Gebäude, 237 Wohnhäuser, 110 Mühlen bzw. Fabriken und 275 landwirtschaftliche Gebäude. Es lebten 1.864 Einwohner in der Honschaft, davon 353 katholischen und 1.511 evangelischen Glaubens.
Mit der Erhebung der Bürgermeisterei Gräfrath 1856 zur Stadt entfielen die Honschaften als Verwaltungseinheit.